# Borgarfjörður

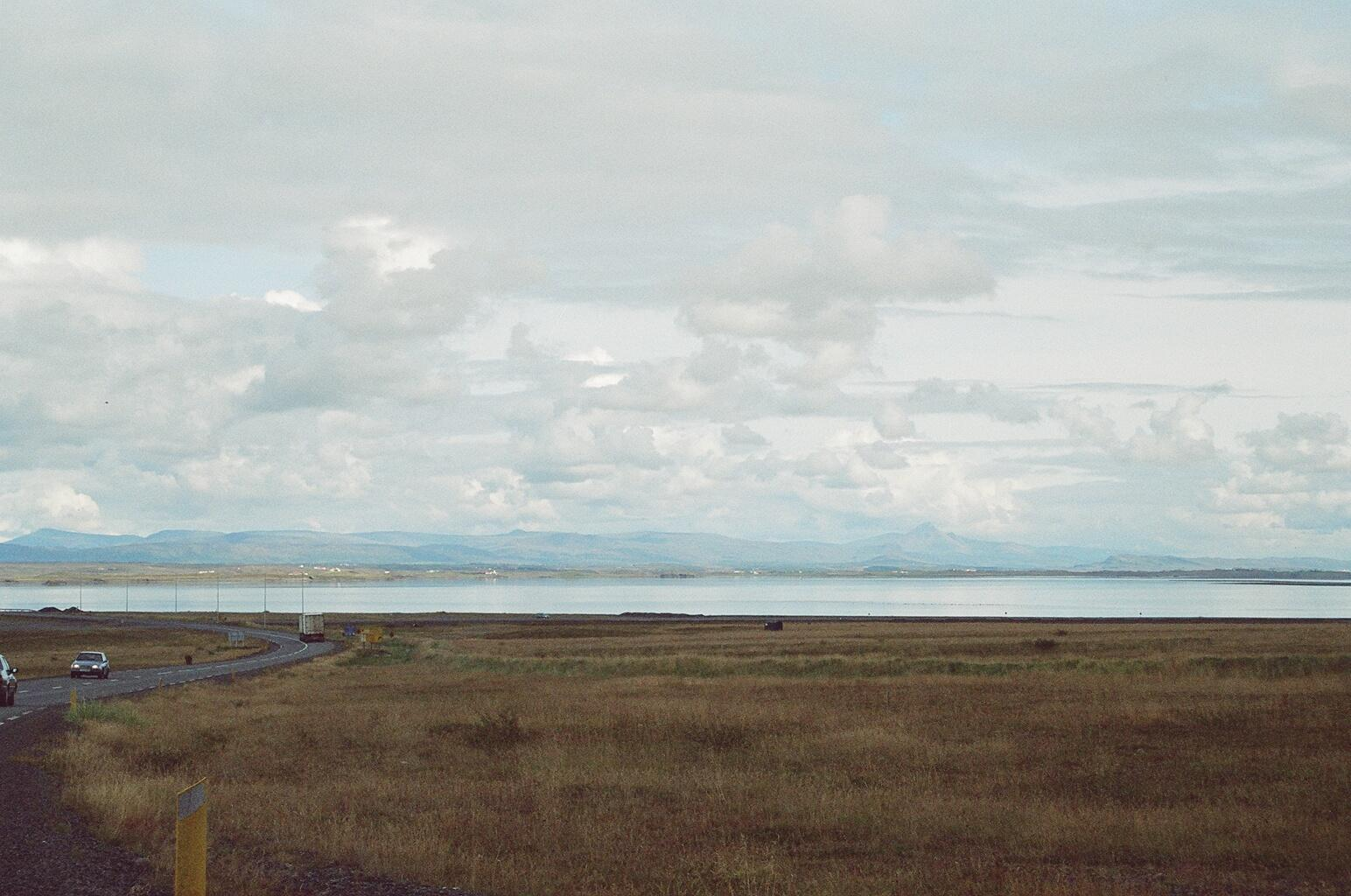
Borgarfjörður gezien vanuit het oosten

Borgarfjörður is een fjord in het westen van IJsland bij het stadje Borgarnes. Hoewel het water van het Borgarfjörður kalm lijkt te zijn is het fjord echter zeer verraderlijk door de sterke stroming en zandbanken.
Er bevinden zich vele kleine eilandjes in het Borgarfjörður; de meeste zijn onbewoond.
Bij Borgarnes is er een brug (Borgarfjarðarbrú) waar de hringvegur over het fjord gaat. De brug is een halve kilometer lang en is daarmee de langste brug van het land.